# Веридба
Веридба или заруке је однос у којем се налазе двоје који се обавезују једно другоме пре него што ступе у брак и почиње просидбом. Пар се током веридбе назива вереницима, односно вереник је мушки, а вереница женски члан. Вереници имају и своје посебне прстене које носе који се зову веренички прстени.
Многе традиционалне хришћанске деноминације имају необавезне обреде за хришћанске веридбе (такође познате као 'благословљавање вереног пара' или 'изјава намера') који благосиљају и потврђују намеру пара да се венчају пред Богом и црквом.

## Порекло
Порекло европске веридбе у брачној пракси може се пратити од јеврејског закона (Тора), при чему је први пример дао Абрахам. Веридба се исто тако помиње у последњем Талмудском трактату реда Нашим (жене), где се брак састоји од два одвојена дела, звана ерусин (или кидушин, са значењем посвећење), што је обред заручења, а нисуин или хупах, стварна церемонија венчања. Ерусин мења међуљудски статус пара, док нисуин обухвата правне последице промене статуса. Међутим, у Талмуду и другим изворима јеврејског закона постоји и поступак, зван кидушин, који одговара ономе што се данас назива заручење. Брак без таквог споразума сматра се неморалним.
Ова пракса је касније усвојена у древној Грчкој у виду обреда гамос и енгеис, мада је за разлику од јудаизма уговор склопљен пред сведоком је био само вербалан. Давање прстена на крају је позајмљено из јудаизма по римском закону о браку, с тим што га је вереник представљао након заклетве о намери венчања, и предавања поклона на заручбеној забави.

## Веридба
Веридба (која се назива и 'заручбина') је формално стање ангажмана за ступање у брак.
Типични кораци процеса су били следећи:
- Преговарање о подударању, које обично обављају породице пара са невестом и младожењом који имају различите нивое инпута, од без инпута, преко моћи вета, до пуног гласа у избору брачног партнера.
  - Ово није више тако широко практиковано као што је било историјски, иако је још увек уобичајено у културно конзервативним заједницама у Израелу, Индији, Африци и земљама Персијског залива, иако већина њих има захтев да се невести барем дозволи право вета.
- Преговарање о цени невесте или миразу
  - У већини култура које су еволуирале из Европе, цене за невесте или мираз су сведене на веренички прстен који прати брачни уговор, док су у другим културама, попут оних на Арапском полуострву, још увек део преговора о брачном уговору.
- Благослов родитеља и свештенства
- Размена завета и потписивање уговора
  - Често се један од ових изоставља
- Прослава

Нормално, било која страна може да прекине веридбу, иако се у одређеним традицијама примењује финансијска казна (као што је губитак цене за невесту). У неким земљама обичајног права, укључујући Енглеску, Велс и многе америчке државе, некада је било могуће да одбачени партнер (често само жена) тужи другог због кршења обећања или „мелема за срце“. Ово је пружило одређену заштиту у доба када се невиност у браку сматрала важном и када би неуспела веридба могла да нашкоди нечијој репутацији, али овај деликт је постао застарео у већини јурисдикција пошто су ставови према предбрачном сексу олакшани и нагласак је пребачен на омогућавање људима да напусте везе без љубави.

### Јудаизам
У јеврејским венчањима током талмудских времена (око 1. век пре нове ере – 6. век), две церемоније веридбе (erusin) и венчања обично су се одржавале у размаку од годину дана; млада је живела са родитељима до саме церемоније венчања (nissuin), која би се одвијала у соби или шатору који јој је младожења поставио. Од средњег века ове две церемоније су се одвијале као комбинована церемонија која се изводила у јавности. Веридба је сада генерално део јеврејске свадбене церемоније, која се обавља када младожења поклони невести прстен или други предмет од бар номиналне вредности. Као што је горе поменуто, заруке су у јудаизму одвојене од веридбе; раскид веридбе захтева формални развод, а кршење веридбе се сматра прељубом.

### Хришћанство
У већини локалитета, обред зарука (такође познат као 'благословљавање вереног пара' или 'изјава намера') као претходница светом браку је необавезна пракса у традиционалним облицима данашњег хришћанства које благосиља и потврђује намеру двоје хришћана да се венчају. Многе хришћанске деноминације обезбеђују литургије за веридбу хришћана, које често садрже молитву, читање Библије, благослов вереничког прстења (у културама у којима се прстење користи) и благослов пара. Веридба чини оно што супружници обећавају један другом посвећени Богом и Црквом. Церемонија хришћанског веридбе (зарука), која може бити праћена журком, је нормативна у одређеним деловима света, као код хришћана Индије и Пакистана.

#### Католичка црква
Историјски гледано, веридба је у римокатолицизму формални уговор који се сматра обавезујућим као и брак, а развод је неопходан да би се веридба прекинула. Верени парови се правно сматрају мужем и женом – чак и пре њиховог венчања и физичке заједнице. Концепт периода званичних зарука у западноевропској култури вероватно је почео 1215. године на Четвртом латеранском сабору, који је предводио папа Иноћентије III, који је одредио да „свештеници јавно објављују бракове у црквама током одговарајућег и одређеног време тако да, ако постоје легитимне препреке, оне могу бити стављене до знања.“ Таква формална црквена објава намере венчања позната је као забрана. У неким јурисдикцијама читање забрана може бити део једне врсте законског брака.

#### Протестантске цркве
Књига заједничких молитава из 2019. године, коју користе англиканске хришћанске деноминације као што је англиканска црква у Северној Америци, укључује хришћански обред зарука под називом „Кратка литургија за потписивање Изјаве о намерама“ у којој хришћански пар ратификује своју намеру пред Богом и црквом да се венчају. У току ове литургије, потписује се и датира верени пар после знака мира:
„Ми, Н.Н. и Н.Н., желећи да у cркви добијemo благослов светог брака, свечано изјављујemo да сматрамо да је брак доживотна заједница мужа и жене као што је наведено у Књизи заједничких молитви. Верујемо да је установљен од Бога за рађање деце и њихово неговање у познању и љубави Господа; за заједничку радост, и за помоћ и утеху дате једни другима у благостању и невољи; да одржавају чистоту, како би мужеви и жене са свим домом Божјим служили као свети и неокаљани удови tела Христовог; и за изградњу Христовог царства у породици, цркви и друштву, на хвалу његовог светог имена. Ми се заиста ангажујемо, колико у нама лежи, да уложимо све своје напоре да успоставимо овај однос и да тражимо Божију помоћ у томе.”
Након потписивања изјаве о намерама, пар благосиља свештеник:
Сада када су Н. и Н. изјавили своју намеру за свети брак и започели процес предбрачне припреме, помолимо се за њихов однос [и за њихове породице].
Свемогући Боже, захваљујемо Ти на љубави Н. и Н. и тражимо твој благослов на њих [и њихове породице] током овог времена припрема. Отворите њихове умове и срца једни другима, омогућите им да верно приме вашу Реч и Сакрамент и помозите нам да их подржимо, како би се исправно припремили за свој брак. И, молимо се, дајte нам мудрости да подржимо и охрабримо све који су сједињени у светом браку; кроз Исуса Христа Господа нашег. Амин.
Англиканска заједница, методистичке цркве и презбитеријанске цркве имају питања и одговоре за чланове породице у свом обреду веридбе, која су понекад укључена у саму службу светог брака.

#### Православне цркве
У источној православној и оријенталној православној цркви, обред зарука се традиционално обавља у припрати (улазу) цркве, како би се означио први улазак пара у брачно имање. Свештеник благосиља пар и даје им упаљене свеће да држе. Затим, после јектеније, и молитве на којој се сви клањају, ставља невестин прстен на домали прст младожењине десне руке, а младожењин прстен на невестин прст. Прстење се затим три пута замењује, било свештеник или кум, након чега свештеник изговара завршну молитву. Традиционално, веридба се обавља у време објаве веридбе, мада се у појединим местима може обавити непосредно пре самог обреда венчања. Размена прстења није део свадбене службе у источним црквама, већ се дешава само на обреду веридбе. Традиционално, младожењин прстен је златан, а невестин сребрн.

## Бурме
Прва забележена традиција давања прстена за венчање налази се у Genesis 24:22 Хебрејске Библије када је Елиезер из Дамаска дао Ребеки златни носни прстен (Чајеј Сара 24:22), а Садија Гаон се такође цитира као могући извор праксе у фрази у Nehemiah 7:46 be’nei tabbaot (деца прстенова). Потоњи случај се односи на заруке (види горе) пре него на веридбу; један од три начина на које се веридба може извршити у јудаизму је тако што муж даје невести новац или предмет од бар номиналне вредности. Заправо, у јудаизму је дугогодишња пракса да се склапа веридба прстеном.
Пракса брачног прстена у Византијском царству датира из 3. века.

## Веридбене забаве
У савременој америчкој култури неке веридбе се најављују на веридбеној забави, коју традиционално организују младини родитељи. Ове забаве помажу да се пријатељи и породица невесте и младожења упознају једни са другима на једном месту пре венчања. Често су савремене веридбене забаве или коктел забаве или вечере са минималним декором. Поклони се не дају често до самог венчања или свадбеног туша.